# Synchaeta kitina
Synchaeta kitina is een raderdiertjessoort uit de familie Synchaetidae. De wetenschappelijke naam van deze soort is voor het eerst geldig gepubliceerd in 1902 door Rousselet.